# Sebastian Siemiatkowski
Sebastian Marcin Siemiatkowski, född 3 oktober 1981 i Sundsvalls Gustav Adolfs församling, Västernorrlands län, är en svensk företagsledare som är medgrundare, koncernchef och vd för den svenska banken Klarna Bank AB.
Siemiatkowskis föräldrar kom till Sverige från Polen 1980. Han uppfostrades som tvåspråkig. Han avlade examen vid Handelshögskolan i Stockholm, där han träffade Niklas Adalberth och Victor Jacobsson som han grundade Klarna med 2005.
Den amerikanska ekonomitidskriften Forbes rankade Siemiatkowski till att vara världens 913:e rikaste med en förmögenhet på 3,2 miljarder amerikanska dollar för den 25 maj 2022.